# Střítež nad Bečvou
Střítež nad Bečvou é uma comuna checa localizada na região de Zlín, distrito de Vsetín.